# فدریکو ده بنی
فدریکو ده بنی (ایتالیایی: Federico de Beni؛ زادهٔ ۲۳ ژانویهٔ ۱۹۷۳) دوچرخه‌سوار اهل ایتالیا است. وی در مسابقات تور دو فرانس شرکت کرده است.